# 埃迪·默克斯站
埃迪·默克斯站（Eddy Merckx）是布鲁塞尔地铁5号线的车站，位于比利时布鲁塞尔首都大区安德莱赫特。

## 名称

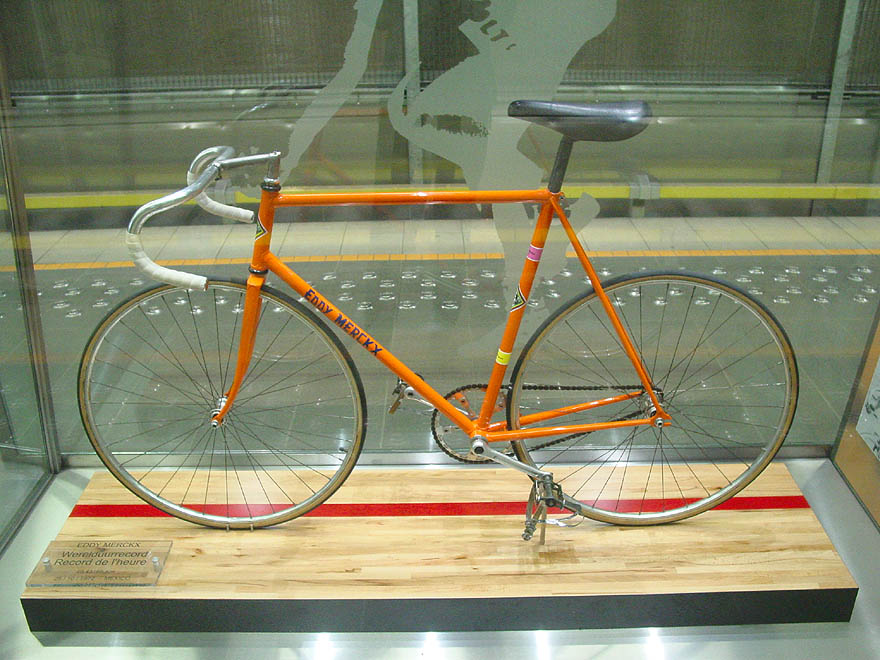
埃迪·默克斯在1972年打破一小时世界纪录时所骑的自行车

该站原计划以比利时法语诗人莫里斯·卡雷姆的名字命名为莫里斯·卡雷姆站（Maurice Carême），但最终定名为埃迪·默克斯站，以比利时自行车传奇巨星埃迪·默克斯的名字命名，这也是首个以在世人物的名字命名的布鲁塞尔地铁站。

车站的中央站台上展示着埃迪·默克斯在1972年打破一小时世界纪录时所骑的自行车。